# Sindrome di Marshall-Smith
La sindrome di Marshall-Smith è una malattia congenita molto rara che ha per caratteristiche principali un invecchiamento osseo accelerato, un ritardo globale dello sviluppo e alcune alterazioni facciali.

## Epidemiologia e storia
La sindrome deve il suo nome alla prima descrizione che ne fecero nel 1971 i pediatri americani Richard E. Marshall e David Weyhe Smith. L'incidenza della sindrome è molto bassa ed è stimata essere inferiore a un caso su un milione di nati vivi.

## Eziologia
La malattia ha una trasmissione autosomica dominante; la mutazione genetica che ne è responsabile è a carico del gene NFIX, localizzato sul braccio corto del cromosoma 19, a livello del locus genico p13.1.

## Clinica

### Segni e sintomi
I segni clinici principali sono:
- Alta statura (gigantismo in alcuni casi)
- Accelerata maturazione ossea (fin dalla nascita)
- Anomalie craniofacciali, tra cui fronte prominente, esoftalmo, sclere oculari bluastre, micrognazia, retrognazia
- Narici anteverse (ruotate in avanti, con conseguenti difficoltà nella respirazione)
- Difficoltà nell'alimentazione, con conseguente rischio di denutrizione
- Magrezza eccessiva
- Anomalie morfologiche delle falangi
- Malformazioni del naso e della struttura del cranio
- Ritardo mentale (in alcuni casi)
- Suscettibilità alle infezioni dell'apparato respiratorio

### Esami strumentali e di laboratorio
La diagnosi è essenzialmente clinica; attraverso la radiografia è possibile osservare anormalità a carico delle ossa distali delle dita di mani e piedi (che risulteranno corte e dalla forma conica) e un invecchiamento osseo precoce.

### Diagnosi differenziale
La sindrome di Sotos e la sindrome di Weaver presentano alterazioni scheletriche simili a quelle della sindrome di Marshall-Smith, pertanto vanno considerate in sede di diagnosi differenziale.

## Trattamento
La terapia è esclusivamente sintomatica, volta a curare l'eventuale stato di malnutrizione e le frequenti polmoniti.

## Prognosi
La prognosi è tendenzialmente severa, con morte che sopraggiunge durante l'infanzia per via delle gravi e ricorrenti infezioni alle basse vie aeree; alcuni casi meno gravi, invece, consentono una sopravvivenza più lunga.